# Julio Cantón
Julio César Alberto Cantón (nacido en Rosario en 1885) fue un futbolista argentino, en los albores de la práctica del balompié en Argentina. Jugaba como mediocampista y desarrolló su carrera en Rosario Central.

## Carrera
Cantón integró el equipo de Rosario Central que disputó el primer partido del club por competencias oficiales, el 26 de julio de 1903 ante Rosario Athletic (actual Atlético del Rosario) por la Copa Chevallier Boutell. Integró el mediocampo junto a Nissen y Postel, desempeñándose por el sector izquierdo. Formó parte del primer equipo hasta 1905, pasando al equipo de segunda división. Sin embargo, esta formación disputó la Copa Nicasio Vila 1907, torneo de liga de Primera División de la Liga Rosarina de Fútbol como un segundo equipo del cuadro ferroviario y con el nombre de Rosario Central Extra, siendo Cantón participante del mismo.

## Clubes
| Club                  | País      | Año       |
| --------------------- | --------- | --------- |
| Rosario Central       | Argentina | 1903-1905 |
| Rosario Central Extra | Argentina | 1907      |